# Franco Casalini
Franco Casalini (Milán, Italia, 1 de enero de 1952 - 28 de julio de 2022) fue un entrenador de baloncesto italiano, que fue una vez campeón de Europa como entrenador con el Olimpia Milano en 1988.

## Trayectoria
- Olimpia Milano (1977-1987) (Asist.)
- Olimpia Milano  (1987-1990)
- Libertas Forlì (1991)
- Virtus Roma (1992-1994)
- Olimpia Milano (1998)
- SAV Vacallo (1998-2000)

## Palmarés
- Euroliga: 1

Olimpia Milano:   1988.
- LEGA: 1

Olimpia Milano: 1989
- Copa Intercontinental: 1

Olimpia Milano: 1987
- Copa de Suiza: 2

SAV Vacallo: 1998-1999, 1999-2000